# Niên biểu lịch sử Anh (trước 1000)
Dưới đây là niên biểu các sự kiện ở Anh trước năm 1000.
Niên biểu Anh thời tiền sử
Niên biểu lịch sử Anh (1000-1499)

## Cho tới năm 999

### Công nguyên
- 43: La Mã xâm lược Anh, theo lệnh của Claudius, dưới sự chỉ huỷ của Aulus Plautius và một đội quân gồm 40,000 người.
- 60: Bắt đầu Cuộc nổi loạn chống lại sự chiếm đóng của La Mã, dẫn đầu bởi Boudica của Iceni.
- khoảng 84: Người La Mã đánh bại Caledonians ở trận Mons Graupius
- khoảng 122: Bắt đầu xây dựng Bức tường Hadrian
- khoảng 383: Quân La Mã bắt đầu rút khỏi Anh
- 410: Người La Mã cuối cùng rời khỏi Anh và khuyên với người dân địa phương hãy tự bảo vệ trước những kẻ xâm lược từ biển khơi, do Rome đang bị tấn công bởi Goth
- 449: Hengest, lãnh đạo Saxon, đến England
- khoảng 466: Trận Wippedesfleot
- 597: Chuyến thăm của St. Augustine
- 793: Viking tấn công vào Lindisfarne
- 802: Viking cướp phá tu viện trên đảo Iona
- 843: Thành lập Vương quốc Scotland với sự liên minh của người Pict và người Scot
- 878: Trận Ethandun, sự thất bại của quân Viking, kết quả là hiệp ước Wedmore và sự thành lập Danelaw
- 895: Hạm đội Đan Mạch bị bắt giữ bởi Alfred Đại đế